# Victor d'Aiglemont
Victor d'Aiglemont, général et marquis d'Aiglemont, né en 1783, est un personnage de  La Comédie humaine d'Honoré de Balzac.

## Biographie de fiction
En 1813, fringant colonel de cavalerie de la Garde impériale, amant de la duchesse de Carigliano, Victor d'Aiglemont épouse sa cousine Julie de Chastillon, éblouie par le costume et la prestance du militaire. Le colonel a participé aux grandes batailles de l'Empire, ce qui ne l'empêche pas de récupérer son rang et sa fortune à la Restauration. Louis XVIII le nomme général dans les gardes du corps et pair de France. D'une nature brutale et peu amène, il délaisse sa femme sans avoir su lui donner du plaisir. Il la trompe avec, notamment, madame de Sérisy dont le frère, le marquis de Ronquerolles, est un ami. Il est aussi le compagnon de débauche de Théodore de Sommervieux.
En 1821, c'est lui qui présente à sa femme Lord Arthur Grenville, un médecin, dont Julie tombe amoureuse sans toutefois lui céder. Julie est involontairement responsable de la mort du digne lord qui a voulu préserver l'honneur de la jeune femme.
En 1827, sa fortune, ainsi que celle de son cousin, Godefroid de Beaudenord, est engloutie dans la troisième liquidation du baron de Nucingen, après la faillite de l'opération des mines de Wortschin. Victor d'Aiglemont tente de spéculer à son tour en hypothéquant les biens de sa femme, mais il arrive à la ruine complète et se voit contraint de partir pour l'Amérique du Sud, d'où il revient en 1833, fortune faite. Cependant, épuisé par ces efforts, il meurt en 1835.

## Apparitions romanesques
Personnage peu attachant que sa tante, la comtesse de Listomère-Landon, considère avec un certain mépris, il est un personnage important de La Femme de trente ans et apparaît aussi dans :
- La Maison du chat-qui-pelote, compagnon de débauche de Théodore de Sommervieux.
- La Maison Nucingen, où ses spéculations financières échouent.
- La Duchesse de Langeais, où il s'affiche ouvertement avec madame de Sérisy.
- Splendeurs et misères des courtisanes
- Ferragus
- La Cousine Bette

Pour les références, voir :